# Heinrich Hoffmann (fotograf)
 Der er flere personer med dette navn, se Heinrich Hoffmann.
Heinrich Hoffmann (12. september 1885 i Fürth – 11. december 1957 i München) var en tysk fotograf, som er bedst kendt for sine mange billeder af Adolf Hitler. 
Hoffmann var eneste barn af fotografen Robert Hoffmann og dennes hustru Maria Hoffmann (født  Kargl). Han stod i lære i forældrenes forretning i Regensburg. Han ønske om at studere maleri blev afvist af faderen. Det forbandt ham med den senere "Fører" Adolf Hitler; ingen af dem kunne virkeliggøre deres drøm om at studere kunst. I 1901, da han var 16, begyndte han en flerårig rejse, hvor han arbejdede for forskellige fotografer som den kendte Otto Hoppé i London.
I 1906 slog han sig ned i München, hvor han ledede det kendte Atelier Elvira og et andet. I 1908 besluttede han efter et sensationelt billede af en luftskibsulykke at blive pressefotograf. Et år senere åbnede den 24-årige sit eget atelier. I 1913 grundlagde han billedtjenesten "Photobericht Hoffmann" og specialiserede sig i pressefotos og portrætter. Han ledede også en stor postkortforretning og leverede til Münchner Illustrierten Zeitung og agenturer i Berlin og udlandet.
Den 2. august 1914 fotograferede Hoffmann den almindelige begejstring på Odeonsplatz i München kort efter udbruddet af 1. Verdenskrig. På billedet ses Adolf Hitler mellem tusinder. I august 1917 blev Hoffmann indkaldt til "Fliegerersatzabteilung I" og sendt til fronten i Frankrig. Efter krigen genoptog han i 1918 sit erhverv som pressefotograf og koncentrerede sig i den forbindelse om kommunisternes politiske revolution i München
Hoffmann meldte sig ind i NSDAP i 1920 som medlem nr. 59 og blev valgt af Hitler, partiets nye leder, til hans officielle fotograf. De blev nære venner. Hoffmanns fotografier blev anvendt til frimærker, postkort, plakater og billedbøger. Efter forslag fra Hoffmann fik både han og Hitler royalties fra alle anvendelser af Hitlers billede (selv på frimærker), hvilket gjorde dem velhavende.
Hoffmann giftede sig med Therese "Lelly" Baumann i 1911. Deres datter Henriette ("Henny") blev født den 3. februar 1913 og en søn Heinrich ("Heini") den 24. oktober 1916. Henriette giftede sig med Reichsjugendführer (den nationalsocialistiske ungdomsleder) Baldur von Schirach, som skrev forord til mange af Hoffmanns billedbøger i 1932. Therese Hoffmann døde uventet i 1928.
Hoffmann skrev Hitler wie ihn keiner kennt (1933) og Jugend um Hitler (1934). I 1938 skrev han tre bøger: Hitler in Italien, Hitler befreit Sudetenland og Hitler in seiner Heimat. Hans sidste bog, Das Antlitz des Führers,  skrev han kort før udbruddet af 2. Verdenskrig.
Det var Hoffmann og hans anden kone, Sofie Spork, der præsenterede Eva Braun for Hitler. Hun var hans assistent i München. Hun blev senere Hitlers elskerinde og hans ægtefælle den 29. april 1945. Dagen efter begik de selvmord.
Efter krigen blev Hoffmann stillet for retten og idømt fire års fængsel for at være en nazistisk hovedmand. Efter løsladelsen i 1950 bosatte han sig igen i München, hvor han døde syv år senere i en alder af 72. 
Den amerikanske regering konfiskerede hans store fotoarkiv under de allieredes besættelse af Tyskland. De opbevares nu af National Archives and Records Administration og er en vigtig kilde for forskere af Det tredje Rige. Fotografierne er statsejendom public domain i USA og er som krigsbytte endnu ikke beskyttet af copyright.
På Bayerische Staatsbibliothek i München findes et særligt arkiv 'Bildarchiv Hoffmann' . 